# Club Sportivo Aquila 1931-1932
Questa pagina raccoglie i dati riguardanti il Club Sportivo Aquila nelle competizioni ufficiali della stagione 1931-1932.

## Rosa
| N. |                   | Ruolo | Calciatore       |
| -- | ----------------- | ----- | ---------------- |
|    | Italia (bandiera) | P     | Banchelli        |
|    | Italia (bandiera) | D     | Italo Bandini    |
|    | Italia (bandiera) | C     | Amalio Balzarini |
|    | Italia (bandiera) | C     | Dante Bazzanti   |
|    | Italia (bandiera) | C     | Ubaldo Bonciani  |
|    | Italia (bandiera) | A     | Giovanni Busoni  |
|    | Italia (bandiera) | C     | De Santi         |
|    | Italia (bandiera) | C     | Ottorino Dugini  |
|    | Italia (bandiera) | C     | Gino Gherarducci |

| N. |                   | Ruolo | Calciatore          |
| -- | ----------------- | ----- | ------------------- |
|    | Italia (bandiera) | A     | Federico Landi      |
|    | Italia (bandiera) | C     | Maurizio Lensi      |
|    | Italia (bandiera) | D     | Carlo Magni         |
|    | Italia (bandiera) | D     | Renato Marchionni   |
|    | Italia (bandiera) | D     | Vittorio Matteini   |
|    | Italia (bandiera) | A     | Augusto Meucci      |
|    | Italia (bandiera) | D     | Giuseppe Montarotti |
|    | Italia (bandiera) | A     | Pieraccioli         |
|    | Italia (bandiera) | D     | Francesco Riviera   |